# Александровка (Винницкий район)
Алекса́ндровка (укр. Олекса́ндрівка) — село в Винницком районе Винницкой области Украины.
Код КОАТУУ — 0520684606. Население по переписи 2001 года составляет 472 человека. Почтовый индекс — 23246. Телефонный код — 432.
Занимает площадь 1,54 км².
В селе действует храм Покрова Пресвятой Богородицы Винницкого районного благочиния Винницкой епархии Украинской православной церкви.

## Адрес местного совета
23246, Винницкая область, Винницкий р-н, с.Еленовка, ул.Ленина